# Театри Хорватії
Список театрів Хорватії (хорв. Popis kazališta u Hrvatskoj) подає єдиним переліком існуючі на теперішній час (станом на квітень 2007 року) театри країни згідно з адміністративним устроєм Хорватії. Столичні (у місті Загребі) театри (перші 9 з них є комунальними) винесено наперед. 
Реєстр є офіційним — оприлюдненим Міністерством культури Республіки Хорватія і містить перелік усіх державних і приватних театрів, театральних колективів і театральних труп в Республіці Хорватія, головною метою існування яких було здійснення театральної діяльності, причому як самостійних юридичних осіб, так і окремих підрозділів у рамках юридичних осіб. У реєстрі крім української назви, подано назву оригінальну — хорватською. 
Варто зазначити, що на квітень 2007 року в Хорватії з населенням до 4,5 млн осіб налічувалось 95 театрів — така велика кількість театральних установ свідчить про виключну затребуваність і конкурентість театральних закладів у країні, а також демонструє величезне розмаїття хорватських театральних колективів — від національних оперно-балетних сцен до камерних, експериментальних, студійних, новітньо-медійних театрів. Як і належить, 2/3 хорватських театрів розташовані у столиці країни — місті Загребі. У Хорватії представлено фактично всі існуючі типи театрів, включно з оперно-балетними, драматичними, комедійно-опретковими, ляльковими і дитячими, молодіжними й експериментальними.

## Загреб
- Театр Aruša, Загреб (Kazalište Aruša, Zagreb);
- Хорватський національний театр у Загребі (Hrvatsko narodno kazalište u Zagrebu);
- Міський драматичний театр імені Гавелли (Gradsko dramsko kazalište "Gavella");
- Загребський міський театр «Комедія» (ZAGREBAČKO GRADSKO KAZALIŠTE "KOMEDIJA");
- Загребський театр молодих (ZAGREBAČKO KAZALIŠTE MLADIH);
- Міський театр сатири «Керемпух» (Gradsko satiričko kazalište "Kerempuh");
- Загребський театр ляльок (Zagrebačko kazalište lutaka);
- Міський театр «Трешня» (GRADSKO KAZALIŠTE "TREŠNJA");
- Міський театр «ЖАР ПТИЦЯ» (GRADSKO KAZALIŠTE "ŽAR PTICA");
- Театр «TEATAR &TD» (TEATAR &TD);
- Театр поезії (Teatar poezije);
- Театр «Аплауз» (Aplauz Teatar);
- Театр «Готель Булич» (Kazalište "Hotel Bulić");
- Театр «Епілог» (Epilog teatar);
- Театр «Мала сцена» (Kazalište Mala scena);
- Театр «Мерлін» (KAZALIŠTE MERLIN);
- Театр «Сварог» (KAZALIŠTE "SVAROG);
- Театр «Майстерня ляльок» (Kazalište Tvornica Lutaka);
- Театр «Ругантино» (TEATAR RUGANTINO);
- Театр «Улісс» (Kazalište "ULYSSES");
- Театр «Max» (Max teatar);
- Театр «TIGAR» (TIGAR TEATAR);
- Дитячий театр «Смєшко» (DJEČJE KAZALIŠTE "SMJEŠKO");
- Театральне товариство «Дуга» (KAZALIŠNA DRUŽINA "DUGA");
- Театральне товариство Ґрабанціяш-театр (Kazališna družina GRABANCIJAŠ TEATAR);
- Театральне товариство «Понто» (KAZALIŠNA DRUŽINA PONTO);
- Театральна майстерня «GUSTL» (Kazališna radionica GUSTL);
- Театральна трупа «LOSOS» (KAZALIŠNA TRUPA "LOSOS");
- Лялькарська сцена ім. І. Мажуранича (Lutkarska scena "I.B. Mažuranić");
- Лялькарська студія «Квак» (Lutkarski studio Kvak);
- Лялькарський театр «За брегом» (Lutkarsko kazalište "Za bregom");
- Мультимедійна майстерня Кернел (Multimedijalna radionica Kernel);
- Мультимедійна мистецька організація BACAČI SJENKI (Multimedijalna umjetnička organizacija BACAČI SJENKI);
- «Крапка над «і»» (Točka na i);
- «Циклоп» (Kiklop);
- Творча майстерня «AUZVINKL» (UMJETNIČKA DRUŽINA "AUZVINKL");
- Творча майстерня «ActLab» (Umjetnička organizacija "ActLab");
- Творча майстерня «Bezimeno Autorsko Društvo», театральне товариство (Umjetnička organizacija "Bezimeno Autorsko Društvo" - kazališna družina);
- Творча організація «Пкторська дружина Гістріон» (Umjetnička organizacija Glumačka družina Histrion);
- Творча організація «Група Кугла» (Umjetnička organizacija Grupa Kugla);
- Творча організація Мітропа» (Umjetnička organizacija MITROPA);
- Творча організація «RT PROJEKT» (Umjetnička organizacija "RT PROJEKT");
- Творча організація «Soba2» (Umjetnička organizacija "Soba2");
- Творча організація «Театральна група «Лектріум»» (Umjetnička organizacija Kazališna grupa "LECTIRUM");
- Творча організація «Театр Морузґва» (Umjetnička organizacija "KAZALIŠTE MORUZGVA");
- Творча організація «Театр «Престиж»» (Umjetnička organizacija "Teatar Prestige");
- Творча організація «Театр Тирена» (Umjetnička organizacija "Teatar Tirena");
- Ars septima d.o.o.;
- EUROKAZ FESTIVAL;
- Театр «Гавран» (Teatar GAVRAN);
- Театр «EXIT» (Teatar EXIT);
- KAIROS;
- KANTUNART;
- MISSART;
- «MONTAŽSTROJ», постійне театральне товариство (MONTAŽSTROJ stalna kazališna družina d.o.o);
- Netfaces;
- OFF THEATER BAGATELLA;
- "Pierre Vally Teatar";
- PLANET ART;
- PROLEGOMENA ART;
- SERAFINI;
- STUDIO MARTIĆ;
- TEATRIN GRDELIN.

## Беловарсько-Білогорська жупанія

### Беловар
- Театральне товариство «Театр-Меркурій» (Kazališna družina Merkuri teatar).

## Вараждинська жупанія

### Вараждин
- Хорватський національний театр (Вараждин) (Hrvatsko narodno kazalište u Varaždinu).

## Вировитицько-Подравська жупанія

### Вировитиця
- Вировитицький театр (KAZALIŠTE VIROVITICA).

## Вуковарсько-Сремська жупанія

### Вінковці
- Вінковецький міський театр імені Йоза Івакича (Gradsko kazalište "Joza Ivakić" Vinkovci);
- Театральне товариство «Ассер Савус» (Kazališna družina "Asser Savus").

## Дубровницько-Неретванська жупанія

### Дубровник
- Міський театр Марина Држича (Gradsko kazalište Marina Držića);
- Театральна студія (KAZALIŠNI STUDIO).

## Загребська жупанія

### Велика Гориця
- Міський театр-сцена «Гориця» (GRADSKO KAZALIŠTE-SCENA "GORICA").

### Іванич-Град
- Театральне товариство «Дон Кіхот» (Kazališna družina "Don Hihot").

## Задарська жупанія

### Задар
- Хорватський національний театр (Задар) (HRVATSKO NARODNO KAZALIŠTE ZADARH);
- Задарський театр ляльок (KAZALIŠTE LUTAKA ZADAR);
- Творча організація «Театр Дракон» (Umjetnička organizacija "Dragon teatar").

## Істрійська жупанія

### Пула
- Істрійський національний театр - міський театр Пули (ISTARSKO NARODNO KAZALIŠTE - GRADSKO KAZALIŠTE PULA).

## Карловацька жупанія

### Карловац
- Міський театр «Зорін Дом» (GRADSKO KAZALIŠTE "ZORIN DOM").

## Копривницько-Крижевецька жупанія

### Копривниця
- Театр «Люденс» (Ludens teatar).

## Меджимурська жупанія

### Чаковец
- Театральне товариство «Пінклець» (KAZALIŠNA DRUŽINA "PINKLEC").

## Осієцько-Баранська жупанія

### Осієк
- Хорватський національний театр (Осієк) (HRVATSKO NARODNO KAZALIŠTE U OSIJEKU);
- Дитячий театр імені Бранко Михалевича (DJEČJE KAZALIŠTE BRANKA MIHALJEVIĆA U OSIJEKU);
- Театральне товариство «Мандрівний театр» (KAZALIŠNA DRUŽINA PUTUJUĆE KAZALIŠTE);
- Творча організація «Театр 054» (Umjetnička organizacija "Teatar 054").

## Пожезько-Славонська жупанія

### Пожега
- Пожезький міський театр (GRADSKO KAZALIŠTE POŽEGA).

## Приморсько-Ґоранська жупанія

### Рієка
- Хорватський національний театр імені Івана Зайца (Hrvatsko narodno kazalište Ivana pl. Zajca Rijeka);
- Рієцький міський театр ляльок (Gradsko kazalište lutaka Rijeka).

## Сісацько-Мославінська жупанія

### Сісак
- Сісацький міський театр (Gradsko kazalište Sisak).

## Сплітсько-Далматинська жупанія

### Спліт
- Хорватський національний театр (Спліт) (HRVATSKO NARODNO KAZALIŠTE SPLIT);
- Міський молодий театр (GRADSKO KAZALIŠTE MLADIH);
- Сплітський міський театр ляльок (GRADSKO KAZALIŠTE LUTAKA SPLIT);
- Театр «Бумеранг» (KAZALIŠTE BUMERANG);
- Театр «ЗЕБРА» (Kazalište ZEBRA);
- Малий сплітський театр (Malo splitsko kazalište);
- Театр «LICEM U LICE» ("LICEM U LICE" - Split);
- PLAY DRAMA.

## Шибеницько-Книнська жупанія

### Шибеник
- Хорватський національний театр (Шибеник) (Hrvatsko narodno kazalište u Šibeniku).